# Овсянников, Валерий Иванович (писатель)
Валерий Иванович Овсянников (род. 1950, город Озёры Московской области, в учительской семье) — доктор исторических наук, профессор Московского государственного гуманитарного университета им. М. А. Шолохова, Заслуженный работник высшей школы.

## Биография
Родился в городе Озёры Московской области в семье учителей. Окончил Московский областной педагогический институт в 1971 году. Кандидат исторических наук (1975), доктор исторических наук (1991). С 1984 года работал в Московском государственном гуманитарном университете имени М.А. Шолохова. С 1990-х годов занимался вопросами дистанционного образования.

## Награды
- «Заслуженный работник высшей школы»[3]
- Медаль К. Д. Ушинского
- Отличник народного просвещения

## Публикации
- «Введение в дистанционное образование»/ 2 выпуска, 2000
- «Начальный курс дидактики дистанционного образования», 2005
- «Избранные историографические произведения», 2000.
- «Дорога к Храму», сборник повестей и рассказов, 2003.
- «На взлёте» исторический роман: 2010.
- См. также список основных публикаций В. И. Овсянникова: http://Valery-owsiannikov.jimdo.com/ (недоступная+ссылка)